# Andrij Sjevtjenko

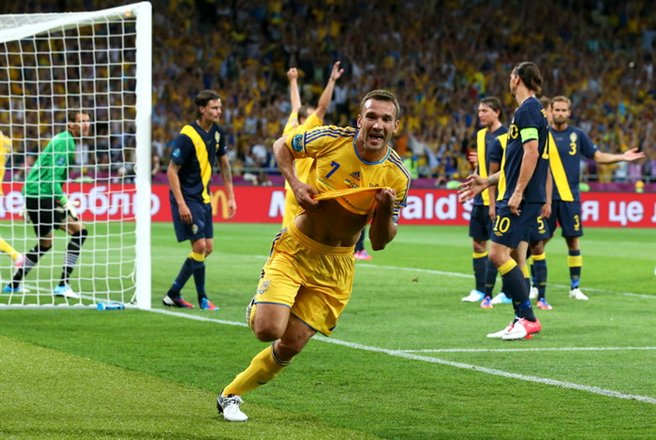
Sjevtjenko 2012 efter ett mål mot Sverige i EM.

Andrij Mykolajovytj Sjevtjenko (ukrainska: Андрі́й Микола́йович Шевче́нко), född den 29 september 1976 i Dvirkivsjtjyna i Kiev oblast, Sovjetunionen, är en ukrainsk före detta fotbollsspelare och numera fotbollstränare. Han har tidigare varit förbundskapten för Ukrainas landslag.

## Barndom och tidig karriär
Andrij Sjevtjenko var endast nio år då Tjernobylolyckan inträffade i april 1986. Hans hemby Dvirkivsjtjyna, nära Tjernobyl, blev skadad i katastrofen, och hans föräldrar tillhörde de som fick överge sina hus och för att undvika strålningen. Familjen flyttade till den då nybyggda stadsdelen Obolon i Kiev där han sedan kom att växa upp. Samma år misslyckades han med ett dribblingstest, vilket inte gav honom en plats i en idrottsskola i Kiev. Men när han deltog i en ungdomstävling, lyckades han fånga blickarna från en talangscoutscout från storlaget Dynamo Kiev. Detta gav honom en plats i klubben.
Sjevtjenko har ryska som modersmål men talar även engelska, italienska och till en viss del ukrainska. Han har lovat att förbättra sin ukrainska.

## Karriär

### Klubbkarriär
Andrij Sjevtjenko inledde sin karriär i Dynamo Kiev men värvades 1999 av italienska AC Milan. Sjevtjenko hade gjort sig ett namn för de europeiska storklubbarna under säsongen 1997/1998, bland annat genom ett hat-trick i Champions League på Camp Nou mot FC Barcelona. Redan under sin första säsong med AC Milan vann Sjevtjenko skytteligan i Serie A efter att ha gjort 24 mål.
Sjevtjenko var under en rad år en av Europas bästa anfallare och tillhörde skytteligatoppen i italienska Serie A. Den 1 juni 2006 skrev han på för Chelsea FC, som betalade 440 miljoner kronor till AC Milan. Inför säsongen 2008 blev han utlånad till AC Milan, men han återvände efter säsongen tillbaka till Chelsea.

### Landslagskarriär
Under 00-talet var Sjevtjenko den kanske viktigaste kuggen i Ukrainas fotbollslandslag. Den 11 juni 2012 gjorde han båda målen när Ukraina besegrade Sverige 2-1 i lagets öppningsmatch i EM. Målen blev Sjevtjenkos 47:e och 48:e landslagsmål för Ukraina, och han är landslagets överlägset bäste målskytt genom tiderna.

## Meriter

### FK Dynamo Kiev
- Ukrainska ligan: 1995, 1996, 1997, 1998, 1999
- Ukrainska cupen: 1996 ,1998, 1999
- Ukrainska supercupen: 2011
- OSS-cupen: 1996, 1997, 1998

### Milan
- Coppa Italia: 2003
- Uefa Champions League: 2003
- Europeiska supercupen: 2003
- Serie A: 2004
- Italienska supercupen: 2004

### Chelsea
- FA-cupen: 2007
- Ligacupen: 2007

### Individuellt
- Årets fotbollsspelare i Ukraina: 1997, 1999, 2000, 2001, 2004, 2005
- Ballon d'Or: 2004